# Морски плодови
Морски плодови су било који облик морског живота који људи сматрају храном. Примарно укључује рибе и шкољке.
Шкољке обухватају разне врсте мекушаца, ракова и бодљокожаца. Некада су морски сисари као што су китови и делфини такође били конзумирани као храна, а ово се у модерном добу све ређе догађа. Јестиве морске биљке, као што су неке морске траве и микроалге, често се једу широм света — поготово у Азији (погледајте категорију за морско поврће). У Северној Америци, иако не и у Уједињеном Краљевству, термин seafood важи и за слатководне организме које једу људи, тако да се сви водени живи организми могу сматрати морским плодовима.
Ловљење или хватање ових организама иначе је познато као рибарење или лов, а култивација и узгајање хране из мора као аквакултура или рибогојство у случају риба. Морска храна се обично разликује од меса, с тим да и даље може да буде животиња и да се изузима из вегетаријанске дијете. Морски плодови су важан извор протеина у многим дијетама широм света, поготово у приобалним подручјима.
Већину морских плодова конзумирају људи, али значајан део се користи и као храна за рибе у рибњацима или на другим животињским фармама. Неки плодови (нпр. келп) користе се као храна за друге биљке (ђубриво). Тако се плодови индиректно користе за производњу друге хране коју једу људи. Продукти као што је рибље уље и спирулина такође се добијају из морских плодова. Неки се користе за храњење организама у акваријумима или кућних љубимаца (нпр. мачака), а одређени чак и у медицини или за индустријске непрехрамбене сврхе (кожа).